# Albert Dryjski
Albert Józef Dryjski (ur. 4 lipca 1889 w Sosnowcu, zm. 17 sierpnia 1956 w Zgierzu) – polski psycholog, pedagog, popularyzator nauki, profesor Wolnej Wszechnicy Polskiej i Uniwersytetu Łódzkiego.

## Życiorys
Jego ojciec był dróżnikiem kolejowym. Ukończył szkołę realną i gimnazjum w Sosnowcu. Egzamin dojrzałości zdał w Odessie. Początkowo studiował na wydziale lekarskim Uniwersytetu w Odessie, studiów medycznych nie ukończył z powodu choroby; przeniósł się na Uniwersytet w Sankt Petersburgu na wydziale historyczno-filozoficznym i fizyczno-matematycznym. Uczył się m.in. u Biechtieriewa, Danilewskiego, Łosskiego, Wwiedenskiego. W 1916 roku podjął pracę nauczyciela w Hajsynie. W 1918 roku powrócił do kraju. W 1919 doktoryzował się z filozofii na Uniwersytecie Jagiellońskim. W tym samym roku został dyrektorem prywatnego gimnazjum żeńskiego w Warszawie. W 1921 został asystentem, a w 1926 starszym asystentem w Pracowni Psychologii Eksperymentalnej Uniwersytetu Poznańskiego. Uzupełniał studia w Lipsku, Paryżu, Nancy. W 1926 roku habilitował się, ale nie przedłużono mu kontraktu na Uniwersytecie Poznańskim, przyjął wówczas propozycję pracy w Państwowym Seminarium Nauczycielskim Żeńskim w Inowrocławiu. W 1934 roku objął katedrę psychologii eksperymentalnej na Wolnej Wszechnicy Polskiej. Podczas II wojny światowej do wybuchu powstania warszawskiego prowadził tajne komplety. W kwietniu 1945 objął katedrę psychologii na Uniwersytecie Łódzkim, zaproponowany przez Tadeusza Kotarbińskiego. W 1950 roku usunięto go ze stanowiska, za powód podając przekroczony wiek emerytalny. Po interwencji lektora do 1956 roku jako pracownik kontraktowy prowadził lektorat z języka rosyjskiego. 
Zmarł 17 sierpnia 1956 roku, przed przejściem na emeryturę. Został pochowany 22 sierpnia 1956 roku w Zgierzu.
Według wspomnień Tadeusza Gerstenkorna: „niemożliwe było niezapamiętanie pasjonujących wykładów z psychologii profesora Alberta Dryjskiego. Na wykładzie zawsze były przytaczane niezwykle ciekawe przypadki, tłumaczone klarownie właśnie metodą psychologiczną. W roku akad. 1947/48 prof. Dryjski miał czterogodzinny wykład z psychologii. Miał niewyczerpane tematy do omówienia i niemalże wizualnego przedstawienia. Jego podręcznik czytało się jak powieść. Oprócz wykładu była możliwość uczestniczenia w dwugodzinnych ćwiczeniach z psychologii lub w wyższym seminarium”.

## Wybrane prace
- Psychologia i wojsko. „Polska Zbrojna”, 1921
- Źródła cenestezji. „Przegląd Filozoficzny”, 1922
- Świadomość i jej warunki organiczne. „Przegląd Warszawski”, 1922
- Badania eksperymentalne nad automatyzmem graficznym. Poznań, 1925
- Sen i marzenia senne. „Szkoła Powszechna”, 1927
- Geneza i technika metody psychanalitycznej. „Warszawskie Czasopismo Lekarskie” 6 (27, 28, 29, 30), 634–638, 660–664, 680–683, 704–706, 1929
- Współczesne teorje podświadomości. „Kwartalnik Filozoficzny”, 1931
- Zagadnienia seksualizmu dziecka i młodzieży szkolnej: biologja, psychologja, pedagogika. Warszawa: Nasza Księgarnia, 1934
- Praca umysłowa, egzaminy i zaburzenia czynnościowe organizmu.. Warszawa, 1936
- Mózg i dusza. Warszawa: Trzaska, Evert i Michalski, 1938
- Zagadnienia seksualizmu. Łódź, 1948
- Psychologia ekstazy religijnej. 1948